# NGC 3209
NGC 3209 (другие обозначения — UGC 5584, MCG 4-25-2, ZWG 124.3, PGC 30242) — эллиптическая галактика (E) в созвездии Льва. Открыта Джоном Гершелем в 1827 году.
Этот объект входит в число перечисленных в оригинальной редакции «Нового общего каталога».
Галактика относится к изолированным — вблизи неё на расстоянии менее 1 Мпк нет других массивных галактик, и за последние 3 млрд лет не происходило близких прохождений других галактик мимо неё на скорости ~300 км/с. Это позволяет исследовать её структуру как образца массивной эллиптической галактики, мало затронутой внешними воздействиями в последнее время. В ней не найдено структурных элементов наподобие пылевых полос, ряби, рукавов, колец, приливных хвостов и т.п. NGC 3209 является слабой радиогалактикой. Входит в бедную группу галактик, является наиболее массивной галактикой в ней.